# Tractat de Balta Liman
Els Tractats de Balta Liman van ser dos pactes signats a Balta Liman, prop d'Istanbul sent l'Imperi Otomà un dels signants.

## 1838
El Primer Tractat Balta Liman va ser un pacte comercial signat en 1838 entre l'Imperi Otomà i el Regne Unit per regular el comerç internacional. Les taxes es van establir en un 5% per a les importacions, un 12% per a les exportacions i un 3% per als béns de pas. Els otomans també van accedir a l'abolició dels monopolis. En 1831, Muhàmmad Alí Paixà i el seu fill Ibrahim Paixà d'Egipte havien dirigit una expedició militar a Síria, establint-se  com a governador i procedint a modernitzar el país. Hi havia temor en el Regne Unit sobre possibilitat de l'establiment d'un estat independent aliat a l'Imperi Rus contra els otomans i els perses, ja que la independència i la integritat territorial d'aquests països eren vistos des del Regne unit com d'extrema necessitat per als interessos britànics a la regió. Va haver-hi també nombroses queixes de comerciants anglesos que sofrien alts impostos en passar pels territoris otomans. Quan Mehmet Alí es va negar a aplicar l'acord a causa de l'amenaça que això suposava al seu projecte industrialitzador, el sultà Mahmut II li va concedir un any de gràcia, després del qual Mehmet Alí encara es negava a complir-ho. En 1840, els otomans, amb suport anglès, van atacar i van reprendre el control de Síria. La recompensa per ajudar va ser molt alta, ja que el tractat va iniciar una nova era comercial per als britànics, els qui van continuar controlant l'Imperi Britànic.

## 1849
La Convenció de Balta Liman de l'1 de maig de 1849 va ser un acord entre Rússia i els otomans per regular la situació política dels dos Principats danubians (en l'actual Romania), signat després de les revolucions de 1848. Moldàvia, que estava baix control rus des de la primavera de 1848 després d'un intent revolucionari, va tornar a prendre l'estatus d'estat sota sobirania otomana i de protectorat rus, com establia des de 1831 el Regulamentul Organic. Només es van modificar uns pocs punts del Regulamentul per concedir més poder a l'Imperi Otomà. Es va mantenir una important presència militar fins a 1851. El document va portar al nomenament de Barbu Dimitrie Știrbei com hospodar (príncep) de Valaquia i de Grigore Alexandru Ghica, hospodar de Moldàvia. L'acord es va anul·lar per la Guerra de Crimea, durant la qual tots dos principats van caure baix domini austríac. El sistema estatutari va ser anul·lat pel Tratat de París de 1856.